# Вудрафф (Південна Кароліна)
Вудрафф (англ. Woodruff) — місто (англ. city) в США, в окрузі Спартанберг штату Південна Кароліна. Населення — 4212 особи (2020).

## Географія
Вудрафф розташований за координатами 34°44′25″ пн. ш. 82°1′46″ зх. д. / 34.74028° пн. ш. 82.02944° зх. д. (34.740262, -82.029360).  За даними Бюро перепису населення США в 2010 році місто мало площу 10,19 км², з яких 10,13 км² — суходіл та 0,06 км² — водойми.

## Демографія
Згідно з переписом 2010 року, у місті мешкало 4090 осіб у 1550 домогосподарствах у складі 993 родин. Густота населення становила 402 особи/км².  Було 1846 помешкань (181/км²).
Расовий склад населення:
| - 66,5 % — білих - 25,2 % — чорних або афроамериканців - 0,4 % — азіатів - 0,1 % — корінних американців - 4,8 % — осіб інших рас |

До двох чи більше рас належало 3,0 %. Частка іспаномовних становила 7,7 % від усіх жителів.
За віковим діапазоном населення розподілялося таким чином: 25,9 % — особи молодші 18 років, 57,2 % — особи у віці 18—64 років, 16,9 % — особи у віці 65 років та старші. Медіана віку мешканця становила 38,0 року. На 100 осіб жіночої статі у місті припадало 89,2 чоловіків;  на 100 жінок у віці від 18 років та старших — 81,9 чоловіків також старших 18 років.
Середній дохід на одне домашнє господарство  становив 39 907 доларів США (медіана — 35 389), а середній дохід на одну сім'ю — 42 233 долари (медіана — 35 978). Медіана доходів становила 40 186 доларів для чоловіків та 31 483 долари для жінок. За межею бідності перебувало 23,4 % осіб, у тому числі 47,1 % дітей у віці до 18 років та 7,6 % осіб у віці 65 років та старших.
Цивільне працевлаштоване населення становило 1074 особи. Основні галузі зайнятості: освіта, охорона здоров'я та соціальна допомога — 29,2 %, виробництво — 23,4 %, фінанси, страхування та нерухомість — 8,4 %, роздрібна торгівля — 7,5 %.